# Paraguay op de Olympische Zomerspelen 2004
Paraguay nam deel aan de Olympische Zomerspelen 2004 in Athene, Griekenland. Het voetbalteam schreef geschiedenis door de allereerste olympische medaille voor Paraguay te winnen.

## Medailleoverzicht
| Sport   | Olympiër | Discipline | Medaille |
| ------- | --- | ---------- | -------- |
| Voetbal | Diego Barreto Rodrigo Romero Pedro Benitez Ernesto Cristaldo José Devaca Celso Esquivel Carlos Gamarra Julio Manzur Emilio Martinez Aureliano Torres Édgar Barreto Osvaldo Diaz Julio César Enciso Diego Figueredo Fredy Barreiro José Cardozo Pablo Gimenez Julio González | mannen     | Zilver   |

## Deelnemers en resultaten

### Atletiek
| Olympiër       | Discipline      | Resultaat | Prestatie                              |
| -------------- | --------------- | --------- | -------------------------------------- |
| Diego Ferreira | 100m (m)        | 49e       | serie 4: 5de in 10,50 (NR)             |
|                |                 |           |                                        |
| Diego Ferreira | speerwerpen (v) | 42e       | kwalificatie groep A: 21ste met 50,37m |

### Roeien
| Olympiër       | Discipline | Resultaat | Prestatie |
| -------------- | ---------- | --------- | --- |
| Daniel Sosa    | skiff (m)  | 26e       | serie 1: 5de in 7.52,50 herkansingen: 4de in 7.21,03 halve finale D/E: 4de in 7.36,87 finale E: 2de in 7.13,49 |
|                |            |           | |
| Rocio Rivarola | skiff (v)  | 21e       | serie 1: 4de in 8.03,85 herkansingen: 4de in 7.57,77 halve finale 3: 5de in 8.05,92 finale D: 3de in 7.57,36   |

### Voetbal
| Olympiër | Discipline | Resultaat | Prestatie |
| --- | ---------- | --------- | --- |
| Diego Barreto Rodrigo Romero Pedro Benitez Ernesto Cristaldo José Devaca Celso Esquivel Carlos Gamarra Julio Manzur Emilio Martinez Aureliano Torres Édgar Barreto Osvaldo Diaz Julio César Enciso Diego Figueredo Fredy Barreiro José Cardozo Pablo Gimenez Julio González | mannen     | Zilver    | groep B: 1ste W van Japan: 4-3 V van Ghana: 1-2 W van Italië: 1-0 kwartfinale: W van Zuid-Korea: 3-2 halve finale: W van Irak: 3-1 finale: V van Argentinië: 0-1 |

| Groep B |          |             |             |             |             |            |            |            |        |
| #       | Land     | Wedstrijden | Wedstrijden | Wedstrijden | Wedstrijden | Doelpunten | Doelpunten | Doelpunten | Punten |
| #       | Land     | G           | W           | G           | V           | V          | T          | Saldo      | Punten |
| 1       | Paraguay | 3           | 2           | 0           | 1           | 6          | 5          | +1         | 6      |
| 2       | Italië   | 3           | 1           | 1           | 1           | 5          | 5          | 0          | 4      |
| 3       | Ghana    | 3           | 1           | 1           | 1           | 4          | 4          | 0          | 4      |
| 4       | Japan    | 3           | 1           | 0           | 2           | 6          | 7          | -1         | 3      |

| Ronde          | Datum        | Plaats     | Land | Score      | Land |
| -------------- | ------------ | ---------- | ---- | ---------- | ---- |
| Groepsfase     |              |            |      |            |      |
| 12 augustus    | Thessaloniki | Paraguay   | 4-3  | Japan      |      |
| 15 augustus    | Thessaloniki | Paraguay   | 1-2  | Ghana      |      |
| 18 augustus    | Piraeus      | Paraguay   | 1-0  | Italië     |      |
| Kwartfinale    |              |            |      |            |      |
| 21 augustus    | Thessaloniki | Paraguay   | 3-2  | Zuid-Korea |      |
| Halve finale   |              |            |      |            |      |
| 24 augustus    | Thessaloniki | Irak       | 1-3  | Paraguay   |      |
| Bronzen finale |              |            |      |            |      |
| 28 augustus    | Athene       | Argentinië | 1-0  | Paraguay   |      |

### Zwemmen
| Olympiër       | Discipline           | Resultaat | Prestatie               |
| -------------- | -------------------- | --------- | ----------------------- |
| Sergio Cabrera | 200m vlinderslag (m) | 35e       | serie 1: 4de in 2.06,15 |

Afghanistan · Albanië · Algerije · Amerikaanse Maagdeneilanden · Amerikaans-Samoa · Andorra · Angola · Antigua en Barbuda · Argentinië · Armenië · Aruba · Australië · Azerbeidzjan · Bahama's · Bahrein · Bangladesh · Barbados · België · Belize · Benin · Bermuda · Bhutan · Bolivia · Bosnië en Herzegovina · Botswana · Brazilië · Britse Maagdeneilanden · Brunei · Bulgarije · Burkina Faso · Burundi · Cambodja · Canada · Centraal-Afrikaanse Republiek · Chili · China · Chinees Taipei · Colombia · Comoren · Congo-Brazzaville · Congo-Kinshasa · Cookeilanden · Costa Rica · Cuba · Cyprus · Denemarken · Djibouti · Dominica · Dominicaanse Republiek · Duitsland · Ecuador · Egypte · El Salvador · Equatoriaal-Guinea · Eritrea · Estland · Ethiopië · Fiji · Filipijnen · Finland · Frankrijk · Gabon · Gambia · Georgië · Ghana · Grenada · Griekenland · Groot-Brittannië · Guam · Guatemala · Guinee · Guinee‑Bissau · Guyana · Haïti · Honduras · Hongarije · Hongkong · Ierland · IJsland · India · Indonesië · Irak · Iran · Israël · Italië · Ivoorkust · Jamaica · Japan · Jemen · Jordanië · Kaaimaneilanden · Kaapverdië · Kameroen · Kazachstan · Kenia · Kirgizië · Kiribati · Koeweit · Kroatië · Laos · Lesotho · Letland · Libanon · Liberia · Libië · Liechtenstein · Litouwen · Luxemburg · Macedonië · Madagaskar · Malawi · Malediven · Maleisië · Mali · Malta · Marokko · Mauritanië · Mauritius · Mexico · Micronesië · Moldavië · Monaco · Mongolië · Mozambique · Myanmar · Namibië · Nauru · Nederland · Nederlandse Antillen · Nepal · Nicaragua · Nieuw-Zeeland · Niger · Nigeria · Noord-Korea · Noorwegen · Oeganda · Oekraïne · Oezbekistan · Oman · Oostenrijk · Oost‑Timor · Pakistan · Palau · Palestina · Panama · Papoea-Nieuw-Guinea · Paraguay · Peru · Polen · Portugal · Puerto Rico · Qatar · Roemenië · Rusland · Rwanda · Saint Kitts en Nevis · Saint Lucia · Saint Vincent en Grenadines · Salomonseilanden · Samoa · San Marino · Sao Tomé en Principe · Saoedi-Arabië · Senegal · Servië en Montenegro · Seychellen · Sierra Leone · Singapore · Slovenië · Slowakije · Soedan · Somalië · Spanje · Sri Lanka · Suriname · Swaziland · Syrië · Tadzjikistan · Tanzania · Thailand · Togo · Tonga · Trinidad en Tobago · Tsjaad · Tsjechië · Tunesië · Turkije · Turkmenistan · Uruguay · Vanuatu · Venezuela · Verenigde Arabische Emiraten · Verenigde Staten · Vietnam · Wit-Rusland · Zambia · Zimbabwe · Zuid-Afrika · Zuid-Korea · Zweden · Zwitserland